# Wozzeck (1972)
Wozzeck ist eine Verfilmung der gleichnamigen Oper von Alban Berg in einer Inszenierung der Staatsoper Hamburg von 1970. Es spielte das Philharmonische Staatsorchester Hamburg und es sang der Chor der Hamburgischen Staatsoper unter der Leitung von Bruno Maderna.

## Handlung
Die Handlung folgt der literarischen Vorlage der Oper, dem Dramenfragment Woyzeck von Georg Büchner.
Der arme Soldat Woyzeck gleitet, auch bedingt durch seine schlechten Lebensumstände, immer mehr in den Wahnsinn ab. Als Marie, die Mutter seines Kindes, ihn mit einem Offizier betrügt, verzweifelt er an der Welt und tötet Marie.

## Produktion
Die Oper wurde nicht auf der Theaterbühne, sondern in realistischen Filmkulissen im Studio Hamburg sowie mit Außenaufnahmen gedreht. Obwohl manche Szenen der Oper in der Dämmerung oder bei Nacht spielen (etwa die Mordszene, in der der rote Mond erwähnt wird), fanden alle Außenaufnahmen bei Tageslicht statt.
Der Film ist eine Produktion der Polyphon Film- und Fernsehgesellschaft im Auftrag des NDR. Am 27. November 1972 wurde er in der ARD zum ersten Mal ausgestrahlt. 2007 erschien er bei Arthaus Musik auf DVD.

## Rezeption
Die nach der DVD-Veröffentlichung erschienenen Rezensionen sind durchweg positiv. Sowohl die sängerischen und schauspielerischen Leistungen des Ensembles als auch die filmische Umsetzung werden gelobt.

“A combination of brilliant conducting, slightly over the top acting, pointing up the Expressionist elements in the music and really good cinematography make this a very tense, creepy and claustrophobic experience.  It’s simultaneously rather repellent and hard to watch and deeply engaging.”

„Eine Kombination aus brilliantem Dirigat, leicht überzeichneter Schauspielerei, das die expressionistischen Elemente in der Musik hervorhebt, und sehr guter Kameraführung macht dies [den Film] zu einem sehr spannenden, unheimlichen und klaustrophobischen Erlebnis. Er ist gleichzeitig etwas abstoßend und schwer anzuschauen und zutiefst fesselnd.“